# Сен-Жорж (Жер)
Сен-Жорж (фр. Saint-Georges) — коммуна во Франции, находится в регионе Юг — Пиренеи. Департамент — Жер. Входит в состав кантона Колонь. Округ коммуны — Ош.
Код INSEE коммуны — 32377.

## География
Коммуна расположена приблизительно в 580 км к югу от Парижа, в 45 км западнее Тулузы, в 30 км к востоку от Оша.
На востоке коммуны протекает река Саррампьон, а на западе — река Жимон.

## Климат
Климат умеренно-океанический. Лето жаркое и немного дождливое, температура часто превышает 35 °С. Зимой часто бывает отрицательная температура и ночные заморозки. Годовое количество осадков — 700—900 мм.

## Население
Население коммуны на 2010 год составляло 174 человека.
| 1962 | 1968 | 1975 | 1982 | 1990 | 1999 | 2010 |
| ---- | ---- | ---- | ---- | ---- | ---- | ---- |
| 236  | 195  | 180  | 162  | 181  | 153  | 174  |

## Администрация
| Период | Период | Фамилия         | Партия                  | Примечания |
| ------ | ------ | --------------- | ----------------------- | ---------- |
| 1929   | 1971   | Клеман Лаффит   | Разные левые            |            |
| 1971   | 1995   | Андре Кадур     | Социалистическая партия |            |
| 1995   | 2014   | Даниэль Лабисси | Социалистическая партия |            |
| 2014   | 2020   | Моник Мессег    |                         |            |

## Экономика
В 2010 году среди 113 человек трудоспособного возраста (15-64 лет) 88 были экономически активными, 25 — неактивными (показатель активности — 77,9 %, в 1999 году было 73,2 %). Из 88 активных жителей работали 78 человек (42 мужчины и 36 женщин), безработных было 10 (5 мужчин и 5 женщин). Среди 25 неактивных 8 человек были учениками или студентами, 11 — пенсионерами, 6 были неактивными по другим причинам.

## Достопримечательности
- Замок Бартас[фр.] (1569 год). Исторический памятник с 1934 года[4]